# Яковлевка (Калининградская область)
Яковлевка — посёлок в Нестеровском муниципальном округе.
Находится в юго-восточной части Калининградской области, в зоне хвойно-широколиственных лесов на расстоянии примерно 32 километров от Нестерова Абсолютная высота — 187 метров над уровнем моря. (находится около автодороги P510)
Посёлок Яковлевка находится в часовой зоне МСК−1 (как и вся Калининградская область)
период с 2008 по 2018 годы Яковлевка входило в состав Чистопрудненского сельского поселения а с 2018 по 2022 годы — в состав Нестеровского городского округа.
2023 года — примерное население 0-12 человек.